# Кларамунт, Тереза
Тереза Кларамунт Креус (исп. Teresa Claramunt Creus; 4 июня 1862 — 11 апреля 1932) — каталонская анархо-синдикалистка.

## Биография
Занималась текстилем и основала анархическую группу в Сабаделе под влиянием Фернандо Тарридо де Мармола. Эта группа участвовала в забастовке в течение семи недель 1883 года, они требовали продолжительность рабочего дня 10 часов. В 1892 году с Ангелой Лопес де Айяла и Амалией Доминго способствовали первому испанскому обществу феминисток «Женщины автономного Общества Барселона» (Sociedad Autónoma de Mujeres de Barcelona).
Она была арестована после взрыва бомбы на Гран Театре дель Лисео в Барселоне в 1893 году и во время репрессий Монжуик (Procés de Montjuïc) (1896), во время которых она была жестоко избита. Эти травмы будут оказывать действие на оставшуюся часть её жизни. Хотя она не была осуждена за какое-либо преступление, после суда жила в Англии до 1898 года. Основала журнал El Productor (1901) и принимала активное участие в социальных требованиях в начале XX века. Помогала журналам La Tramuntana и La Revista Blanca и газете El Rebelde в 1907—1908.
В 1902 году принимала участие в митингах в знак солидарности с бастующими металлургического сектора и во всеобщей забастовке в феврале 1902 года. Была арестована снова после событий трагической недели в августе 1909 года и заключена в Сарагосе, где в 1911 году помогла местным союзам увеличить количество членов в УНТ и всеобщей забастовке 1911 года, после которой она попала в тюрьму. Уже очень больной и прикованной между кроватью и креслом, полиция провела обыск в её квартире после нападения на кардинала Хуана Сальдевилья и Ромеро в Сарагосе 4 июня 1923 г, ища доказательства ее виновности в этом. В 1924 году она вернулась в Барселону, но постепенно из-за паралича отошла от общественной деятельности.
Похоронена на Монжуикском кладбище (кат. Cementiri de Montjuïc) в Барселоне.